# Ilse Rohnacher
Ilse Rohnacher (* 12. Juli 1926 in Heidelberg; † 22. Mai 2016 in Heidelberg) war eine deutsche Autorin und Mundartdichterin.

## Biographie
Ilse Rohnacher wurde im Jahr 1926 in Heidelberg geboren. Ihre Kindheit verbrachte sie zum Teil in Kaiserslautern und in Heidelberg. Nach der Schule absolvierte sie zunächst eine Ausbildung zur Übersetzerin, dann ein Kunststudium in Mainz und anschließend ein Studium der Sozialpädagogik. Sie arbeitete mehrere Jahre in Mannheim.
Seit 1996 war Ilse Rohnacher als Dozentin an der Akademie für Ältere in Heidelberg tätig. Dort lehrte sie die Entwicklung der Mundart und bot Workshops für Pfälzische Mundartliteratur an, bis sie sich im Jahr 2009 in den Ruhestand verabschiedete.
Zusammen mit Marliese Echner-Klingmann veröffentlichte sie drei Gedichtbände in kurpfälzischer Mundart. Sie war regelmäßig Gast im Hauptseminar „Heidelberger Dialekt“ im Fachbereich Germanistik der Universität Heidelberg.
Ihr 1981 preisgekröntes Gedicht „Na un“ gegen Ausländerfeindlichkeit führte zu Hetzartikeln der rechtsextremen Presse über Rohnacher.
Rohnacher lebte bis zu ihrem Tod im Heidelberger Stadtteil Ziegelhausen.

## Auszeichnungen
- 1981–1995: 13-fache Preisträgerin beim Pfälzischen Mundartwettstreit in Bockenheim an der Weinstraße
- 1986–1993: 5-fache Preisträgerin für Lyrik und Prosa beim Mundartwettbewerb des Regierungsbezirks Karlsruhe
- 1987: Kurzfilm Mein schönstes Weihnachtsgeschenk beim Wettbewerb SWR 3
- 1988: Hörszene Sonntagsgeschichten beim Wettbewerb SDR 1 Stuttgart
- 1990: Jakob-Böshenz-Preis
- 1993: Leben in Nordbaden Wettbewerb
- 2000: Preis der Emichsburg in Bockenheim/Pfalz

## Mitgliedschaften
- Gruppe „Kunschtdinger“ mit Marliese Echner-Klingmann und Werner Holleber
- Jury des Mundartwettbewerbs Nordbaden, Regierungspräsidium Karlsruhe
- Beiratsmitglied des Arbeitskreises Heimatpflege, Regierungsbezirk Karlsruhe
- GEDOK Heidelberg, Räuber 77/Literarisches Zentrum Mannheim, Literarischer Verein der Pfalz, Förderverein Mundart Bockenheim

## Veröffentlichungen
Gedichtbände
- Mit Marliese Echner-Klingmann: Stoppelfelder streichle. Mundartgedichte. Pfälzische Verlagsanstalt, Landau 1984, ISBN 3-87629-052-X.
- Mit Marliese Echner-Klingmann: Du un ich. Mundartgedichte. Heidelberger Verlagsanstalt, Heidelberg 1988, ISBN 3-920431-91-X.
- Mit Marliese Echner Klingmann: Blädderraschle. Mundartgedichte. C. Winter, Heidelberg 1996, ISBN 3-8253-7091-7.

Weitere Werke
- Vor einem halben Jahrhundert. Walter Jensen und das Naturtheater auf dem Harlass. Dokumentation. Hrsg. Stadt Heidelberg. Heidelberg, 1981
- Die Lügenbrücke. Eine Kindheit in der Kurpfalz. Geschichten und Erinnerungen. Pfälzische Verlagsanstalt, Landau 1990, ISBN 3-87629-188-7.